# 가와구치 가쓰미
가와구치 가쓰미(일본어: 川口 克, 1961년 12월 10일~)는 모델러 , 완구 메이커 BANDAI SPIRITS 취미 사업부 시니어 어드바이저로  , 완구·모형의 기획이나 프로모션을 담당하고 있다.